# Archibald Blake McCoig
Pour les articles homonymes, voir McCoig.
Archibald Blake McCoig (8 avril 1873-21 novembre 1927) est un homme politique canadien de l'Ontario et de la Colombie-Britannique. Il est député fédéral libéral des circonscriptions ontariennes de Kent-Ouest de 1908 à 1917 et de Kent de 1917 à 1922.
Il est également député provincial libéral de la circonscription ontarienne de Kent-Ouest (en) de 1905 à 1908.
En 1922, McCoig est nommé au Sénat du Canada afin de représenter la division sénatoriale de Kent et de permettre au ministre du travail, James Murdock, de faire son entrée aux Communes. Il siège au Sénat jusqu'à son décès en 1927.
Durant sa carrière publique, McCoig a également siégé au conseil municipal de Chatham en Ontario.